# Ceratinopsis ruberrima
Ceratinopsis ruberrima là một loài nhện trong họ Linyphiidae.
Loài này thuộc chi Ceratinopsis. Ceratinopsis ruberrima được Pelegrin Franganillo-Balboa miêu tả năm 1926.